# Riacho Formosa
El riacho Formosa es un curso de agua que discurre íntegramente en el Departamento Formosa de la Provincia de Formosa (Argentina). 
Tiene su nacimiento en los esteros Nutria y Triángulo cerca de la localidad de Mariano Boedo.
Presenta un curso lento, con abundantes meandros y bajo caudal, alimentado por lluvias. En su último tramo atraviesa la Ciudad de Formosa justo antes de desembocar en el Río Paraguay en la Costanera de Formosa.